# 淡水蜗牛
淡水蜗牛（学名：Satsuma bairdi）是柄眼目坚齿螺科栗蜗牛属的一种，是台湾的特有種。

## 分佈
分布在台灣北部至中部，常栖息在森林底层落叶堆中。

## 型態描述
殼黃褐色。